# Bundesstrafgericht

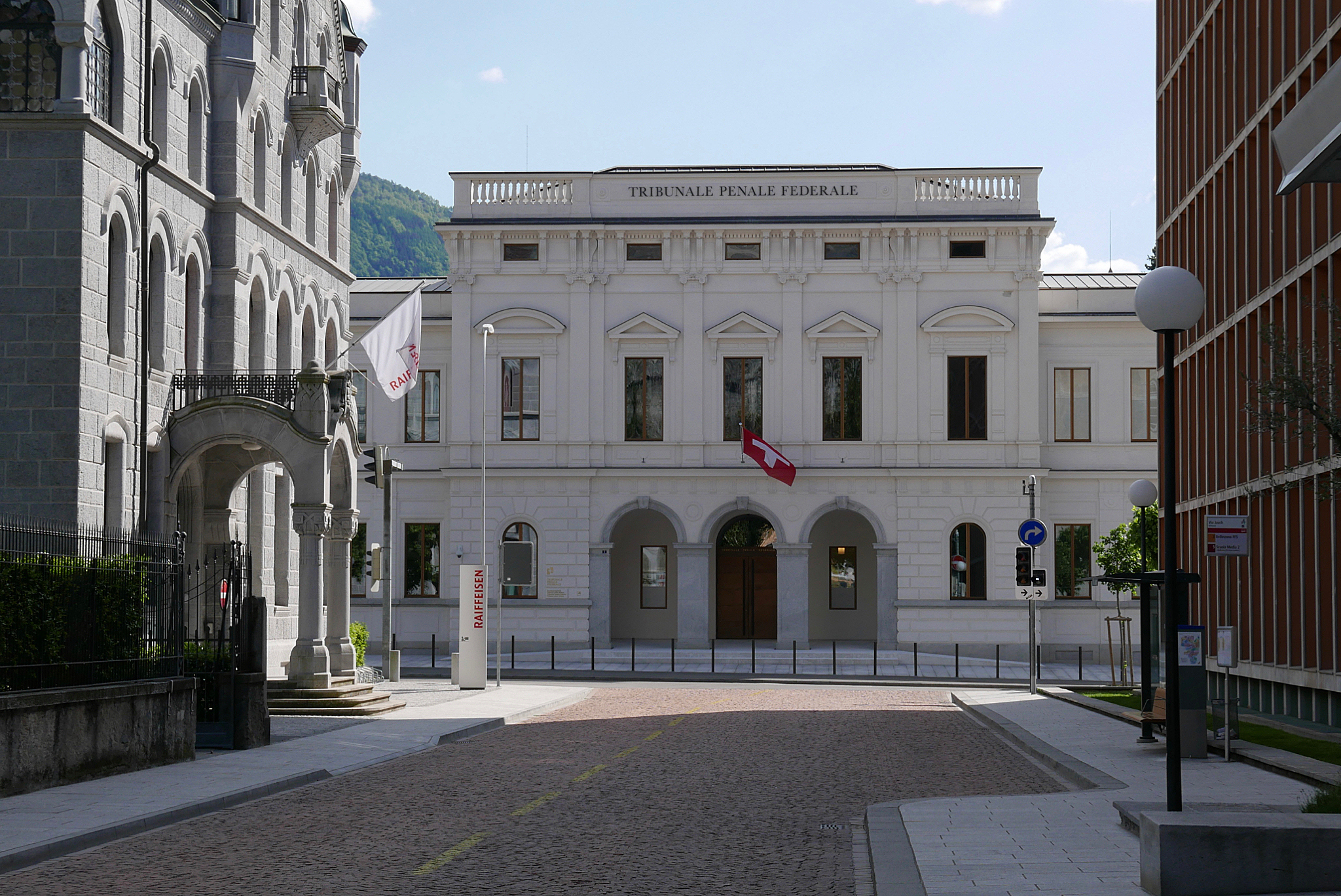
Das Bundesstrafgericht in Bellinzona (2016)

Das Bundesstrafgericht (abgekürzt BStGer; französisch Tribunal pénal fédéral, abgekürzt TPF; italienisch Tribunale penale federale, abgekürzt TPF; rätoromanisch Tribunal penal federal, abgekürzt TPF) ist ein eidgenössisches Gericht mit Sitz in Bellinzona. Es wurde im Zuge der Vereinheitlichung des Strafprozessrechts der Einzelkantone sowie der Eidgenossenschaft geschaffen und nahm seine Tätigkeit zu Beginn des Jahres 2004 auf.

## Rechtliche Grundlage
Art. 191a Absatz 1 der Bundesverfassung der Schweizerischen Eidgenossenschaft bestimmt: «Der Bund bestellt ein Strafgericht; dieses beurteilt erstinstanzlich Straffälle, die das Gesetz der Gerichtsbarkeit des Bundes zuweist. Das Gesetz kann weitere Zuständigkeiten des Bundesstrafgerichts begründen.»
Das Bundesgesetz über die Organisation der Strafbehörden des Bundes (Art. 32–52) regelt Stellung, Organisation und Zuständigkeit des Bundesstrafgerichts sowie das anwendbare Verfahrensrecht. Das Bundesstrafgericht hat in seinem Organisationsreglement zudem die Gerichtsorganisation und -verwaltung geregelt.

## Zuständigkeit
Das Bundesstrafgericht beurteilt erstinstanzlich durch seine Strafkammer jene Strafsachen, die das Gesetz der Gerichtsbarkeit der Eidgenossenschaft unterstellt; primär die in Artikel 23 und 24 der Schweizerischen Strafprozessordnung aufgelisteten Delikte. Hinzu kommt die Beurteilung von weiteren Straf- sowie Verwaltungsstraftatbeständen, für die sich die Zuständigkeit des Bundesstrafgerichts aus weiteren Bundesgesetzen ergibt.
Das Bundesstrafgericht beurteilt in Bundesstrafverfahren zudem durch seine Beschwerdekammer Beschwerden gegen Verfahrenshandlungen der Polizei, der Bundesanwaltschaft, gegen Entscheide der eigenen Strafkammer und des Zwangsmassnahmengerichts. Darüber hinaus weist das Gesetz der Beschwerdekammer diverse weitere Zuständigkeiten zu. Darunter stechen, sowohl von Anzahl als auch von der materiellen Bedeutung her, die Beschwerden im Bereich der internationalen Rechtshilfe in Strafsachen (inkl. Auslieferungsgesuche) hervor.
Eine 2019 eingerichtete Berufungskammer entscheidet als zweite Instanz in Bundesstrafsachen über Berufungen gegen Urteile der Strafkammer, welche das Verfahren ganz oder teilweise abschliessen.

## Wahl
Für die Wahl der Mitglieder des Bundesstrafgerichts (Wählbarkeit, Amtsdauer, Unvereinbarkeit mit anderen Tätigkeiten, Wahlverfahren) gelten analoge Bestimmungen wie für die Wahlen in das Bundesgericht.

## Organisation und Grösse
Gemäss Artikel 32 ff. StBOG setzt sich das Bundesstrafgericht aus den bereits genannten Kammern (denen je ein Präsident vorsteht) sowie dem Generalsekretariat und seinen Diensten zusammen. Das Gericht verfügt zudem über folgende gesetzlich vorgesehene Leitungsorgane: das Präsidium, das Gesamtgericht und die Verwaltungskommission.
Am Bundesstrafgericht waren im August 2023 rund 80 Personen tätig, davon 22 Richterinnen und Richter.

## Bekannte Fälle (Auswahl)
- Dieter Behring; verurteilt 2016
- Sepp Blatter; freigesprochen 2022
- Alieu Kosiah; verurteilt 2023 wegen «Verletzung kriegsrechtlicher Bestimmungen und der Verbrechen gegen die Menschlichkeit» im Bürgerkrieg in Liberia[7]

## Personalbestand ab 2007
| Jahr | Vollzeitstellen |
| ---- | --------------- |
| 2007 | 68              |
| 2008 | 67              |
| 2009 | 69              |
| 2010 | 74              |
| 2011 | 50              |
| 2012 | 54              |
| 2013 | 57              |
| 2014 | 57              |
| 2015 | 58              |
| 2016 | 59              |
| 2017 | 58              |
| 2018 | 58              |
| 2019 | 68              |
| 2020 | 74              |
| 2021 | 77              |
| 2022 | 78              |
| 2023 | 81              |
| 2024 | 81              |